# Riding the Bullet - Passaggio per il nulla
Riding the Bullet - Passaggio per il nulla (Riding the Bullet) fu, inizialmente, un racconto multimediale dello scrittore statunitense Stephen King che propose l'iniziativa, per i suoi lettori, di metterlo a disposizione su Internet, potendolo scaricare liberamente gratis. Questo romanzo/racconto fu pubblicato in Italia nel 2000 dalla Sperling & Kupfer e messo in rete nel 2001; successivamente fu integrato nella raccolta di racconti del 2002 Tutto è fatidico.
Nel 2004 ne è stato tratto il film Riding the Bullet per la regia di Mick Garris.

## Trama
Il protagonista del racconto è Alan Parker, giovane studente universitario, il quale una sera riceve una telefonata da parte di una vicina di casa con la notizia che l'amatissima madre si è sentita male sul lavoro, ed è stata ricoverata in ospedale per un attacco cardiaco. Alan parte dunque dal college e per raggiungere l'ospedale si serve dell'autostop: l'auto che lo carica, però, è impregnata di uno strano odore di decomposizione, e l'autista si presenta come George Staub, lo stesso nome che Alan ha visto su una tomba poco prima di incontrare la macchina.
Comincia così un viaggio terrificante, con il cadavere di George che si definisce un "corriere dell'oltretomba" e che pone una scelta ignobile davanti allo sfortunato autostoppista. Prima della fine del viaggio, Alan si troverà costretto a decidere chi dei due, fra lui e sua madre, sarà costretto a salire con George sul Bullet, un pericoloso ottovolante del parco giochi di Thrill Village...

## Edizioni
- Stephen King, Riding the Bullet - Passaggio per il nulla, traduzione di Tullio Dobner, Sperling & Kupfer, 2000,  p. 58, ISBN 88-8274-163-X.